# Torneo Apertura 2016 Fútbol Femenino (Chile)
El Campeonato Nacional Femenino de Apertura de Primera División de Fútbol Femenino 2016 fue el decimotercer torneo de la Primera División de fútbol femenino de Chile, comenzó el día 12 de marzo. La organización está a cargo de la ANFP.

## Sistema de Campeonato
Los clubes se dividirían en 2 grupos, zona centro y zona sur, se jugará en modalidad de todos contra todos, y a diferencia de los anteriores torneos de apertura este se llevará a cabo en una rueda, clasificando a etapa de playoff los mejores 4 clubes ubicados en la tabla de cómputo general.
Las llaves de playoff estarán compuestas de la siguiente manera: Primero Centro vs Cuarto Sur; Primero Sur vs Cuarto Centro; Segundo Centro vs Tercero Sur y Segundo Sur vs Tercero Centro. 

## Fixture y Resultados

### Zona Centro[2][3][4][5][6][7][8][9][10][11][12][13][14][15]
| Deportes La Serena   | 0 -19  | Universidad de Chile | Complejo Los Llanos                           | 12 de marzo |
| Unión La Calera      | 0 - 13 | Colo-Colo            | Cancha Complejo ASCAP                         | 12 de marzo |
| Santiago Morning     | 5 - 0  | Boston College       | Complejo Deportivo Santiago Morning Quilicura | 12 de marzo |
| Universidad Católica | 3 - 3  | Santiago Wanderers   | San Carlos de Apoquindo Cancha 2              | 13 de marzo |
| Palestino            | 9 - 0  | Everton              | Estadio Los Nogales                           | 13 de marzo |

| Universidad de Chile |       | Everton              |  | 19 de marzo |
| Boston College       | 1 - 9 | Palestino            |  | 19 de marzo |
| Santiago Wanderers   | 2 - 1 | Santiago Morning     |  | 19 de marzo |
| Colo-Colo            |       | Universidad Católica |  | 19 de marzo |
| Deportes La Serena   |       | Unión La Calera      |  | 19 de marzo |

| Everton              |  | Boston College       |  | 2 de abril |
| Palestino            |  | Santiago Wanderers   |  | 2 de abril |
| Santiago Morning     |  | Colo-Colo            |  | 2 de abril |
| Universidad Católica |  | Deportes La Serena   |  | 2 de abril |
| Unión La Calera      |  | Universidad de Chile |  | 2 de abril |

| Unión La Calera      | 0 - 2  | Universidad Católica |  | 9 de abril |
| Santiago Wanderers   | 1 - 1  | Everton              |  |            |
| Colo-Colo            | 5 - 1  | Palestino            |  |            |
| Deportes La Serena   | 0 - 19 | Santiago Morning     |  |            |
| Universidad de Chile | 13 - 2 | Boston College       |  |            |

| Universidad Católica |  | Universidad de Chile |  | 16 de abril |
| Everton              |  | Colo-Colo            |  |             |
| Palestino            |  | Deportes La Serena   |  |             |
| Santiago Morning     |  | Unión La Calera      |  |             |
| Boston College       |  | Santiago Wanderers   |  |             |

| Universidad de Chile |  | Santiago Wanderers |  | 23 de abril |
| Colo-Colo            |  | Boston College     |  |             |
| Deportes La Serena   |  | Everton            |  |             |
| Unión La Calera      |  | Palestino          |  |             |
| Universidad Católica |  | Santiago Morning   |  |             |

| Santiago Wanderers |  | Colo-Colo            |  | 30 de abril |
| Boston College     |  | Deportes La Serena   |  |             |
| Everton            |  | Unión La Calera      |  |             |
| Palestino          |  | Universidad Católica |  |             |
| Santiago Morning   |  | Universidad de Chile |  |             |

| Santiago Morning     | 2 - 1 | Palestino          |  | 7 de mayo |
| Deportes La Serena   | 3 - 5 | Santiago Wanderers |  |           |
| Unión La Calera      | 2 - 6 | Boston College     |  |           |
| Universidad Católica | 3 - 0 | Everton            |  |           |
| Universidad de Chile | 1 - 4 | Colo-Colo          |  |           |

| Palestino          | 2 - 3  | Universidad de Chile |  | 14 de mayo |
| Santiago Wanderers | 8 - 0  | Unión La Calera      |  |            |
| Boston College     | 1 - 5  | Universidad Católica |  |            |
| Everton            |        | Santiago Morning     |  |            |
| Colo-Colo          | 18 - 1 | Deportes La Serena   |  |            |

### Zona Sur
| Rangers                   | 6 - 0 | Magallanes            | Estadio San Clemente              | 12 de marzo |
| Deportes Temuco           | 5 - 3 | Deportes Puerto Montt | Complejo M11 ruta Temuco Labranza | 12 de marzo |
| Cobresal                  | 3 - 3 | Puerto Varas          | Estadio Municipal de Pelequén     | 13 de marzo |
| Curicó Unido              | 7 - 3 | Universidad Austral   | Estadio Santa Marta de Teno       | 13 de marzo |
| Universidad de Concepción | 1 - 3 | Naval de Talcahuano   | Estadio Universidad de Concepción | 13 de marzo |

| Puerto Varas        | 0 - 0 | Deportes Puerto Montt     |  | 19 de marzo |
| Universidad Austral |       | Rangers                   |  |             |
| Magallanes          | 0 - 2 | Universidad de Concepción |  |             |
| Naval de Talcahuano | 5 - 3 | Deportes Temuco           |  |             |
| Cobresal            | 3 - 7 | Curicó Unido              |  |             |

| Deportes Puerto Montt     |  | Naval de Talcahuano |  | 2 de abril |
| Rangers                   |  | Cobresal            |  |            |
| Universidad de Concepción |  | Universidad Austral |  |            |
| Deportes Temuco           |  | Magallanes          |  |            |
| Curicó Unido              |  | Puerto Varas        |  |            |

| Curicó Unido        | 1 - 0 | Rangers                   | Estadio Santa Marta de Teno | 10 de abril |
| Cobresal            | 0 - 2 | Universidad de Concepción |                             |             |
| Universidad Austral | 0 - 4 | Deportes Temuco           |                             |             |
| Magallanes          | 0 - 5 | Deportes Puerto Montt     |                             |             |
| Puerto Varas        | 0 - 4 | Naval de Talcahuano       |                             |             |

| Rangers                   |  | Puerto Varas        |  | 16 de abril |
| Universidad de Concepción |  | Curicó Unido        |  |             |
| Deportes Temuco           |  | Cobresal            |  |             |
| Deportes Puerto Montt     |  | Universidad Austral |  |             |
| Naval de Talcahuano       |  | Magallanes          |  |             |

| Puerto Varas        |  | Magallanes                |  | 23 de abril |
| Curicó Unido        |  | Deportes Temuco           |  |             |
| Cobresal            |  | Deportes Puerto Montt     |  |             |
| Universidad Austral |  | Naval de Talcahuano       |  |             |
| Rangers             |  | Universidad de Concepción |  |             |

| Magallanes                |  | Universidad Austral |  | 30 de abril |
| Deportes Temuco           |  | Rangers             |  |             |
| Deportes Puerto Montt     |  | Curicó Unido        |  |             |
| Naval de Talcahuano       |  | Cobresal            |  |             |
| Universidad de Concepción |  | Puerto Varas        |  |             |

| Puerto Varas              | 1 - 4 | Universidad Austral   |  | 7 de mayo |
| Curicó Unido              | 4 - 5 | Naval de Talcahuano   |  |           |
| Rangers                   | 2 - 0 | Deportes Puerto Montt |  |           |
| Universidad de Concepción | 0 - 3 | Deportes Temuco       |  |           |
| Cobresal                  | 2 - 0 | Magallanes            |  |           |

| Universidad Austral   | 8 - 2 | Cobresal                  |  | 14 de mayo |
| Naval de Talcahuano   | 1 - 2 | Rangers                   |  |            |
| Deportes Puerto Montt | 7 - 0 | Universidad de Concepción |  |            |
| Deportes Temuco       | 6 - 0 | Puerto Varas              |  |            |
| Magallanes            | 1 - 3 | Curicó Unido              |  |            |

## Clasificación por zona

### Zona Centro
| POS. | EQUIPO               | PTS | PJ | PG | PE | PP | GF | GC | DG |
| ---- | -------------------- | --- | -- | -- | -- | -- | -- | -- | -- |
| 1    | Boston College       |     | 9  |    |    |    |    |    |    |
| 2    | Colo-Colo            |     | 9  |    |    |    |    |    |    |
| 3    | Deportes La Serena   |     | 9  |    |    |    |    |    |    |
| 4    | Everton              |     | 9  |    |    |    |    |    |    |
| 5    | Palestino            |     | 9  |    |    |    |    |    |    |
| 6    | Santiago Morning     |     | 9  |    |    |    |    |    |    |
| 7    | Santiago Wanderers   |     | 9  |    |    |    |    |    |    |
| 8    | Unión La Calera      |     | 9  |    |    |    |    |    |    |
| 9    | Universidad Católica |     | 9  |    |    |    |    |    |    |
| 10   | Universidad de Chile |     | 9  |    |    |    |    |    |    |

### Zona Sur
| POS. | EQUIPO                    | PTS | PJ | PG | PE | PP | GF | GC | DG |
| ---- | ------------------------- | --- | -- | -- | -- | -- | -- | -- | -- |
| 1    | Cobresal                  |     | 9  |    |    |    |    |    |    |
| 2    | Curicó Unido              |     | 9  |    |    |    |    |    |    |
| 3    | Deportes Puerto Montt     |     | 9  |    |    |    |    |    |    |
| 4    | Deportes Temuco           |     | 9  |    |    |    |    |    |    |
| 5    | Magallanes                |     | 9  |    |    |    |    |    |    |
| 6    | Naval de Talcahuano       |     | 9  |    |    |    |    |    |    |
| 7    | Puerto Varas              |     | 9  |    |    |    |    |    |    |
| 8    | Rangers                   |     | 9  |    |    |    |    |    |    |
| 9    | Universidad Austral       |     | 9  |    |    |    |    |    |    |
| 10   | Universidad de Concepción |     | 9  |    |    |    |    |    |    |

POS. = Posición; PTS = Puntos; PJ = Partidos Jugados; PG = Partidos Ganados; PE = Partidos Empatados; 
 PP = Partidos Perdidos; GF = Goles a favor; GC = Goles en contra; DG = Diferencia de goles
|  | Clasifican a playoffs |

## Playoffs
Terminada la fase clasificatoria, los 4 mejores equipos de las dos zonas accederán a playoffs para disputar el título del campeonato de apertura 2016. Los cuartos de final, semifinales y final se jugarán en un solo partido, jugando de local el equipo que haya obtenido el mejor lugar en su grupo durante la fase regular del campeonato.
|  | Cuartos de final      | Cuartos de final |                      |           | Semifinales | Semifinales |  |                      | Final      | Final      |  |
|  | 22 de mayo            | 22 de mayo       |                      |           | 29 de mayo  | 29 de mayo  |  |                      | 7 de junio | 7 de junio |  |
|  |                       |                  |                      |           |             |             |  |                      |            |            |  |
|  |                       |                  |                      |           |             |             |  |                      |            |            |  |
|  | Colo-Colo             | 10               |                      |           |             |             |  |                      |            |            |  |
|  | Colo-Colo             | 10               |                      |           |             |             |  |                      |            |            |  |
|  | Deportes Puerto Montt | 0                |                      |           |             |             |  |                      |            |            |  |
|  | Deportes Puerto Montt | 0                |                      | Colo-Colo | 1           |             |  |                      |            |            |  |
|  |                       |                  |                      | Colo-Colo | 1           |             |  |                      |            |            |  |
|  |                       |                  | Universidad de Chile | 2         |             |             |  |                      |            |            |  |
|  | Universidad de Chile  | 2                | Universidad de Chile | 2         |             |             |  |                      |            |            |  |
|  | Universidad de Chile  | 2                |                      |           |             |             |  |                      |            |            |  |
|  | Deportes Temuco       | 0                |                      |           |             |             |  |                      |            |            |  |
|  | Deportes Temuco       | 0                |                      |           |             |             |  | Universidad de Chile | 2          |            |  |
|  |                       |                  |                      |           |             |             |  | Universidad de Chile | 2          |            |  |
|  |                       |                  | Palestino            | 1         |             |             |  |                      |            |            |  |
|  | Rangers               | 1                | Palestino            | 1         |             |             |  |                      |            |            |  |
|  | Rangers               | 1                |                      |           |             |             |  |                      |            |            |  |
|  | Palestino             | 2                |                      |           |             |             |  |                      |            |            |  |
|  | Palestino             | 2                |                      | Palestino | 3           |             |  |                      |            |            |  |
|  |                       |                  |                      | Palestino | 3           |             |  |                      |            |            |  |
|  |                       |                  | Santiago Morning     | 2         |             |             |  |                      |            |            |  |
|  | Naval de Talcahuano   | 1                | Santiago Morning     | 2         |             |             |  |                      |            |            |  |
|  | Naval de Talcahuano   | 1                |                      |           |             |             |  |                      |            |            |  |
|  | Santiago Morning      | 9                |                      |           |             |             |  |                      |            |            |  |
|  | Santiago Morning      | 9                |                      |           |             |             |  |                      |            |            |  |
|  |                       |                  |                      |           |             |             |  |                      |            |            |  |

## Campeón
| Universidad de Chile |
|                      |